# Dominique Joseph Vanderburch
Pour les articles homonymes, voir Vanderburch.
Dominique Joseph Vanderburch, né en 1722 à Lille et mort en 1785 à Montpellier, est un peintre français du XVIIIe siècle spécialisé dans la peinture de paysage.
Il est proche de personnalités telles que Jean-Jacques Rousseau, Christoph Willibald Gluck et Jean-Pierre Claris de Florian.
Il est le grand-père de l'écrivain et dramaturge Louis-Émile Vanderburch (1794-1862).

## Biographie
Dominique Vanderburch est le fils de Dominique-François Vanderburch et Catherine Lequiese. Il s'établit à Montpellier en 1749 et enseigne à l'Académie des beaux-arts de Montpellier. C'est également à Montpellier, qu'il épouse Jeanne Reboul le 9 mars 1749.
Son fils Jacques André Édouard Vanderburch (1756-1804), peintre et paysagiste, est un de ses élèves et également professeur dans la même académie. Son petit-fils Louis-Émile Vanderburch, écrivain et dramaturge, est un auteur de comédie-vaudevilles à succès.